# Equicontinuidade
Em matemática, o conceito de equicontinuidade tem grande aplicação da análise matemática e áreas afins. A equicontinuidade é um conceito que se aplica a uma família de funções contínuas.

## Definição nas funções reais
Seja {\displaystyle \Lambda \,} uma família de índices e {\displaystyle \{f_{\lambda },\lambda \in \Lambda \}\,} uma família de funções contínuas {\displaystyle f_{\lambda }:D\to \mathbb {R} \,}. Como cada função {\displaystyle f_{\lambda }\,} é contínua, podemos dizer que:
{\displaystyle \forall \lambda \in \Lambda ,\forall x\in D,\forall \varepsilon >0,\exists \delta >0:\left(|x-y|<\delta \Longrightarrow |f_{\lambda }(x)-f_{\lambda }(y)|<\varepsilon \right)\,}
Dizemos que família é equicontínua se a escolha do {\displaystyle \delta \,} puder ser feita independentemente do {\displaystyle \lambda \,}, ou seja:
{\displaystyle \forall x\in D,\forall \varepsilon >0,\exists \delta >0:\forall \lambda \in \Lambda ,\left(|x-y|<\delta \Longrightarrow |f_{\lambda }(x)-f_{\lambda }(y)|<\varepsilon \right)\,}